# 卡尔·斯图姆夫

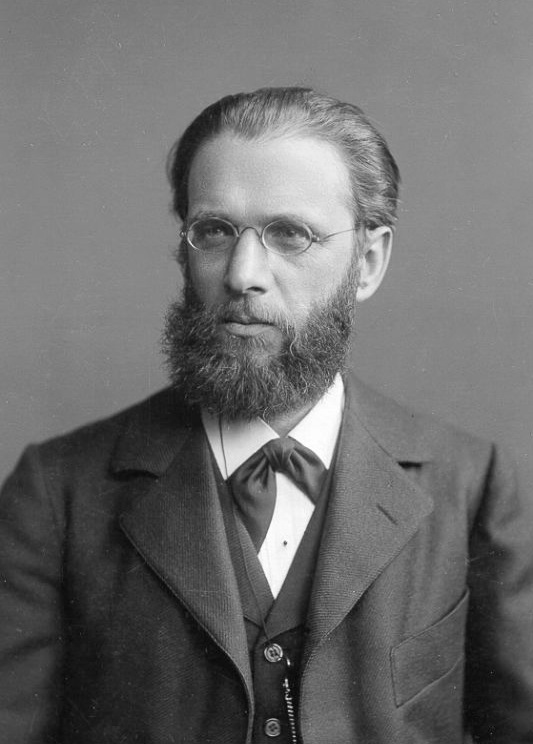
卡尔·斯图姆夫

卡尔·斯图姆夫（Carl Stumpf，1848年4月21日—1936年12月25日）是一位德国哲学家和心理学家。

## 生平
卡尔·斯图姆夫出生在德国巴伐利亚维森泰德，师从弗朗兹·布伦塔诺和鲁道夫·赫尔曼·陆宰。他对他指导的博士生——现代现象学的创始人埃德蒙德·胡塞尔，格式塔心理学的三位创始人马科斯·韦特墨、沃尔夫冈·苛勒和科特·考夫卡，以及奥地利著名小说家Robert Musil都产生了重要影响。斯图姆夫还将事态（Sachverhalt)的概念引进了现代哲学，这个概念后来通过胡塞尔的著作得到普及。他还是由13位杰出的科学家组成的“汉斯委员会”成员之一，研究一匹能够进行计算的名叫“聰明的漢斯”的马。最终心理学家奥斯卡·丰斯特证实这匹马不能真正地进行计算。 
斯图姆夫是布伦塔诺最早的学生之一，而且始终非常接近于他的早期教导。他写作论文在陆宰的指导下在格丁根大学（1868年），也在那里habilitation（1870年）。后来他越来越感兴趣于将经验主义方法运用于实验心理学，并成为这一学科的先驱之一。他任教于格丁根大学，然后成为维尔茨堡教授，后来先后去了布拉格、哈勒、慕尼黑，最终来到柏林，在那里创立了实验心理学的柏林学派，后来格式塔心理学在此基础上发展起来。斯图姆夫与当时德国（也是全世界）实验心理学最权威的人物威廉·冯特之间的争执非常有名。斯图姆夫与美国心理学家、哲学家威廉·詹姆斯是频繁通信的好友，詹姆斯与冯特之间也有争议。